# Obsesje
Obsesje (inaczej: myśli natrętne, łac. obsessio) – objaw psychopatologiczny oznaczający występowanie uporczywie powracających myśli, wyobrażeń lub impulsów o specyficznych cechach. Obsesje są objawami, które pojawiają się wbrew woli chorego (są ego-dystoniczne). Najczęściej pacjentom towarzyszy przekonanie o niedorzeczności i irracjonalności przeżywanych obsesji. Niemniej jednak, nie ustępują one pomimo starań pacjentów zmierzających do uwolnienia się od nich. Często powodują one narastanie napięcia emocjonalnego (np. niepokoju, obaw, poczucia winy), zaś próby zredukowania go oraz uwolnienia się od obsesji, prowadzą do wykonywania tzw. czynności natrętnych (kompulsji) – objawów, które często współwystępują z obsesjami. 
Pacjenci doświadczają obsesji jako swoich własnych myśli – ta cecha pozwala odróżnić je m.in. od parahalucynacji, halucynacji. Z kolei krytyczny, ego-dystoniczny stosunek pacjentów do obsesji pozwala odróżnić je m.in. od urojeń. Jednakże, w praktyce postawa pacjenta wobec objawów może być niejednoznaczna, stąd różnicowanie pomiędzy obsesjami a urojeniami bywa utrudnione – na szczególnie duże trudności diagnostyczne w tym zakresie można natrafić u pacjentów w wieku rozwojowym (tj. dzieci i młodzieży).
W klasyfikacjach objawów psychopatologicznych, obsesje przyporządkowywane są do zaburzeń treści myślenia.
Obsesje, obok kompulsji należą do objawów typowych dla zaburzeń obsesyjno-kompulsyjnych, znanych także pod starszą nazwą nerwicy natręctw (ang. obsessive-compulsive disorder – OCD) kodowanych według klasyfikacji ICD-10 jako F42.
Słowo „obsesja” używane w języku potocznym – w którym odnosi się do silnej koncentracji na pewnych zainteresowaniach (np. w sformułowaniu: „on ma obsesję na punkcie komputerów”) – ma sens całkowicie odmienny, od znaczenia „obsesji” jako powyżej opisanego objawu psychopatologicznego i nie należy ich ze sobą utożsamiać.
Obsesji nie należy mylić z cechami osobowości obsesyjno-kompulsyjnej (inaczej osobowości anankastycznej).

## Treść obsesji
Myśli natrętne mogą mieć różną treść – ich najczęstszą tematyką są:
- Higiena i zdrowie – u pacjenta mogą pojawiać się uporczywe myśli dotyczące higieny i zdrowia. Konsekwencją tego mogą być czynności natrętne pod postacią np. częstego (przykładowo kilkadziesiąt, kilkaset razy dziennie) mycia rąk lub całego ciała celem uwolnienia się od natrętnych myśli o zakażeniu i związanego z tym napięcia emocjonalnego. Różne sytuacje, w tym kontakt z innymi ludźmi, mogą wyzwalać u chorych owe uciążliwe myśli o zakażeniu się od innych jakąś chorobą (np. poprzez podanie rąk).

- Agresja – u pacjenta spontanicznie mogą pojawić się natrętne, nieakceptowane myśli np. dotyczące skrzywdzenia czy zranienia kogoś. Myśli te mogą dotyczyć osób obcych (np. mijanych na ulicy) jak również bliskich osób. Obsesyjne myśli o agresywnej treści, nie będąc akceptowanymi przez pacjenta, nie są przez niego realizowane (dlatego też osoby cierpiące na tego typu obsesje rzadko stwarzają zagrożenia dla siebie lub otoczenia).

- Interakcje społeczne – u chorego mogą się pojawiać natrętne, uporczywe myśli dotyczące nieakceptowanego przez innych lub obraźliwego dla innych zachowania (np. głośnego wypowiedzenia słów lub zwrotów o wulgarnym charakterze czyli tzw. koprolalnym, lub niekiedy samoośmieszającym).

- Religia – u chorego mogą pojawiać się wbrew jego woli bluźniercze myśli (niekiedy o tematyce seksualnej) lub może występować skrupulatyzm.